# Football Alliance
The Football Alliance was een Engelse voetbalcompetitie die bestond tussen 1889 en 1892. De competitie werd door twaalf clubs opgericht als rivaal van de Football League die een jaar eerder van start was gegaan. De teams kwamen uit dezelfde streken als die van de League, Midlands en het Noordwesten, maar in deze competitie ook verder naar het oosten van het land.
In het eerste seizoen werd The Wednesday kampioen, het latere Sheffield Wednesday. Stoke FC (later Stoke City) werd laatste in de Football League en speelde in het tweede seizoen in de Alliance. Na dit tweede seizoen werden Stoke en Darwen verkozen tot de Football League en verlieten de Alliance.
Na het seizoen 1891/92 werd besloten beide competities te fuseren. De Football League Second Division werd opgericht die bestond uit de meeste clubs van de Alliance. De bestaande League clubs plus de drie sterkste clubs van The Alliance vormden de Football League First Division.

## Seizoenen in de Football Alliance
| Club                       | /3 |
| -------------------------- | -- |
| The Wednesday              | 3  |
| Nottingham Forest          | 3  |
| Grimsby Town               | 3  |
| Bootle FC                  | 3  |
| Crewe Alexandra            | 3  |
| Birmingham St. George's FC | 3  |
| Newton Heath               | 3  |
| Walsall Town Swifts        | 3  |

| Club               | /3 |
| ------------------ | -- |
| Small Heath        | 3  |
| Sunderland Albion  | 2  |
| Darwen FC          | 2  |
| Stoke FC           | 1  |
| Burton Swifts      | 1  |
| Ardwick FC         | 1  |
| Lincoln City       | 1  |
| Long Eaton Rangers | 1  |